# Zemeros flegyas
Zemeros flegyas är en fjärilsart som beskrevs av Pieter Cramer 1780. Zemeros flegyas ingår i släktet Zemeros och familjen Riodinidae. Inga underarter finns listade i Catalogue of Life.

## Bildgalleri

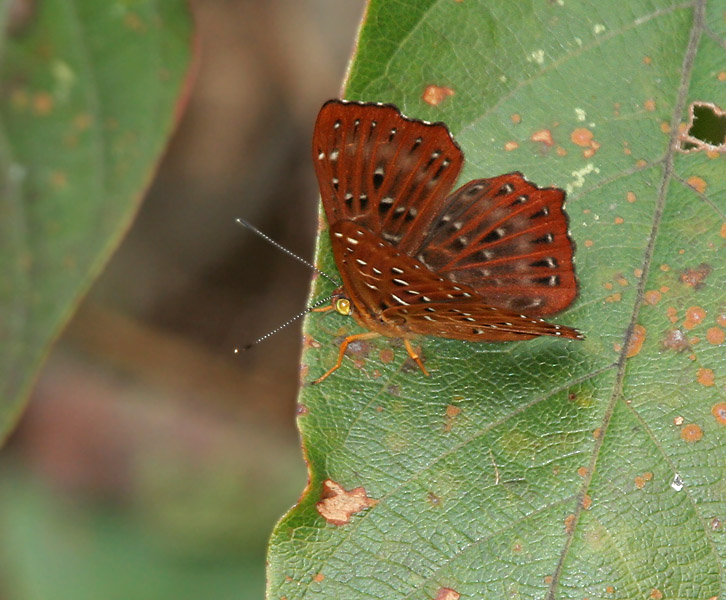
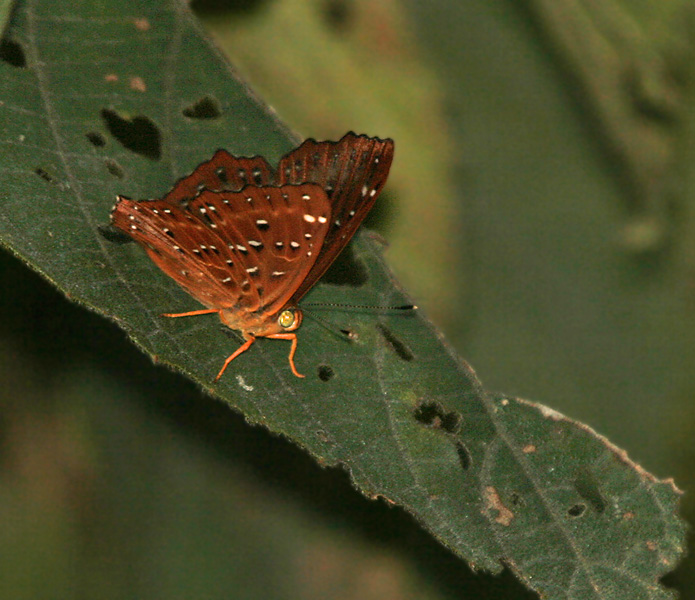
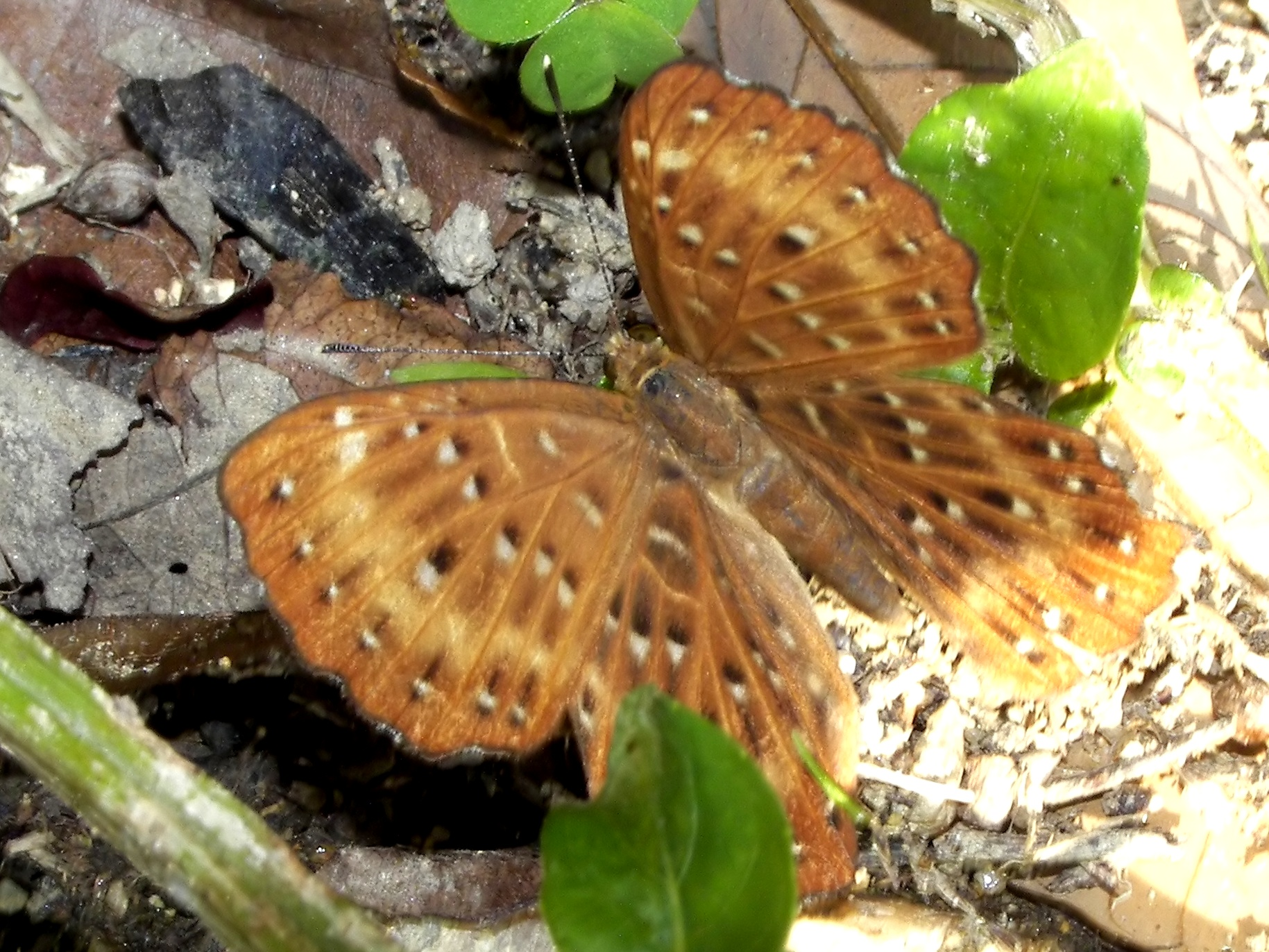